# Miguel Covarrubias Acosta
Miguel Covarrubias Acosta était un homme politique mexicain ; il fut Secrétaire des Relations Extérieures du Mexique.